# Mark Andrews
Mark Andrews (Distrito Municipal de Chris Hani, 21 de febrero de 1972) es un exjugador sudafricano de rugby que se desempeñaba como segunda línea.

## Selección nacional
Debutó con los Springboks en 1994 y jugó con ellos hasta 2001. En total disputó 77 partidos y marcó 12 tries (60 puntos).

### Participaciones en Copas del Mundo
Andrews disputó dos Copas Mundiales; Sudáfrica 1995 donde se consagró campeón del Mundo y Gales 1999 donde los Springboks alcanzaron la tercera posición.
| Mundial                       | Sede      | Resultado     | PJ | Tries |
| ----------------------------- | --------- | ------------- | -- | ----- |
| Copa Mundial de Rugby de 1995 | Sudáfrica | Campeón       | 4  | 1     |
| Copa Mundial de Rugby de 1999 | Gales     | Tercer puesto | 5  | 0     |

## Palmarés
- Campeón de la Currie Cup de 1995 y 1996.